# Fätschbach
Der Fätschbach (auch nur Fätsch) ist ein rund 13 Kilometer langer linker Nebenfluss der Linth in den Schweizer Kantonen Uri und Glarus, der den Urner Boden durchfliesst.

## Name
Der Fluss wurde erstmals im Jahr 1063 als Varta in einer Fälschung erwähnt. Weitere Erwähnungen sind Ferscha 1196, Fersha 1435, Ferscha 1483, Fätscha 1700 und schliesslich Fätschbach im Jahr 1705. Bei dem Namen handelt es sich um eine s-Ableitung zum gallischen Wort *ver-/*var- für 'Wasser, Regen'.

## Geographie

### Verlauf

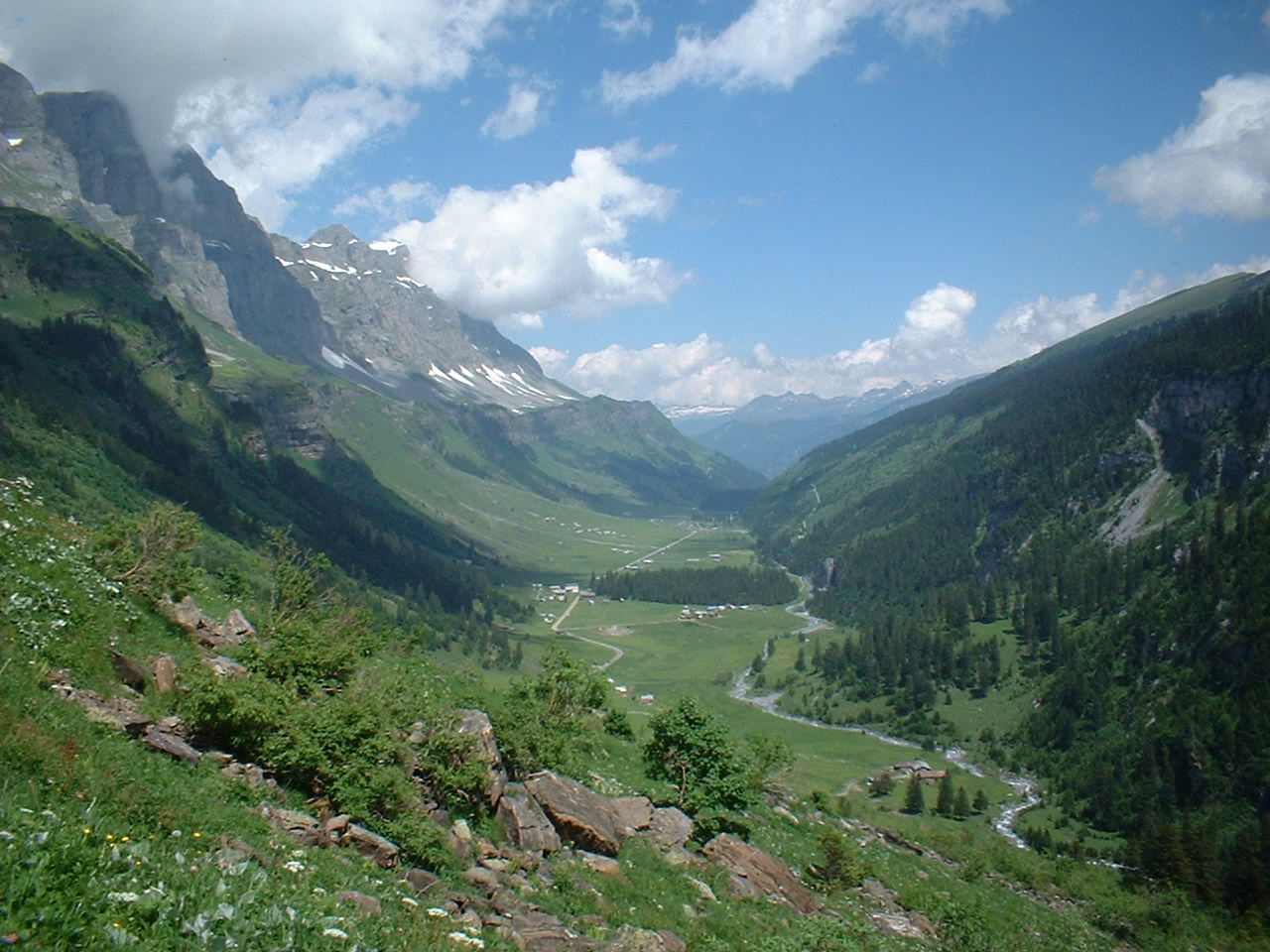
Blick auf den Urner Boden mit Fätschbach (rechts)

Der Fätschbach entspringt im Gebiet Im Griess auf 2103 m ü. M. unterhalb des Clariden an der Wasserscheide von Linth und Reuss. Die Quelle liegt direkt neben dem Griesssee, einem Gletschersee, der erst in den 1980er-Jahren durch Abschmelzen des Claridengletschers entstand. Er nimmt den Ausfluss dieses Sees auf und fliesst durch ein Geröllfeld. Nach kurzem Lauf nach Norden stürzt er 200 Meter tief in die Chlus (Klus), den obersten Teil des Tales. Hier nimmt er den Roten Bach auf und trifft erstmals auf die Klausenpassstrasse.
Kurz darauf stürzt der Bach bei Siwloch nahe Jägerbalm in einem 30 Meter hohen Wasserfall eine Talstufe hinunter, wobei er den oberen Teil des Urner Bodens erreicht. Er fliesst ab hier nach Nordosten und nimmt zugleich den am Klausenpass entspringenden Siwbodenbach auf. Der Fluss passiert nun mehrere Alpsiedlungen, wobei die grössten Hergersboden, Urnerboden und Argseeli heissen. Dabei fliesst er stets am rechten, südlichen Talhang entlang, was am Blockschutt liegt, der durch Bergstürze am Rot Nossen, Signalstock und den Jegerstöck gelöst wurde.
Beim Hügel Gubel, direkt auf der Kantonsgrenze, wird er zu einem kleinen Staubecken gestaut. Dieses Wasser wird mit einem Druckstollen zum Wasserschloss, danach mit einer Druckleitung zum Wasserkraftwerk Fätschbach in Linthal geleitet, was dazu führt, dass im Glarner Unterlauf teilweise kaum Wasser fliesst.
Nach Überschreitung der Kantonsgrenze wird das Tal enger, und die Ufer sind meist von Wald eingesäumt, während der Fluss dem Linthal zufliesst. Er hat sich dort tief in den Kalkstein der Quinten-Formation eingefressen und bildet drei Wasserfälle, von denen der mittlere Berglistüber genannt wird. Dabei stürzt er in eine bewaldete, enge und tiefe Schlucht, welche sich erst direkt vor der Mündung wieder öffnet.
Der Fätschbach unterquert die Klausenstrasse und mündet schliesslich südwestlich von Linthal beim Schiessstand Rubschen auf 714 m ü. M. von links und Westen in den Oberlauf der Linth, die im Aargau als Limmat in die Aare mündet.

### Einzugsgebiet
Das Einzugsgebiet des Fätschbachs erstreckt sich über eine Fläche von 42,62 Quadratkilometern. Es besteht aus 38,1 % landwirtschaftlicher Fläche, 37,5 % unproduktiver Fläche, 15,3 % bestockter Fläche, 7,2 % Gletscher und Firne, 1 % Siedlungsfläche und 0,9 % Gewässerfläche. Der höchste Punkt liegt auf 3262 m ü. M. wenig unterhalb des Clariden, die durchschnittliche Höhe beträgt 1913 m ü. M.
Im Norden liegt das Einzugsgebiet der Muota, im Südwesten das des Chärstelenbachs und im Westen das des Schächens.

### Zuflüsse
- Griessbach (links), 1,6 km, 3,17 km²
- Roten Bach (rechts), 1,3 km, 1,59 km²
- Siwbodenbach (links), 2,4 km, 2,35 km²
- Vorfrutter Geissbergbach (links), 1,2 km
- Seiferplanggenbach (links), 0,9 km
- Stierenbach (rechts), 1,9 km
- Chosital(bach) (links), 1,1 km
- Gsangbach (links), 0,1 km (ref mit Vorder Gsangbach 1,6 km), 1,62 km²
- Gemsfairenbach (rechts), 3,2 km, 2,54 km²
- Hüfibach (links), 1,3 km, 0,6 km²
- Unter dem Port (links), 1,8 km
- Schildnessli (rechts), 0,4 km
- Salibach (links), 1,1 km
- Urnerboden(bach) (rechts), 1,2 km
- Argseeli(bach) (links), 0,7 km
- Kaltenbrunnen(bach) (links), 1,6 km
- Ribital(bach) (links), 1,2 km
- Staldenrus (links), 1,8 km, 0,63 km²

### Berglistüber Wasserfall

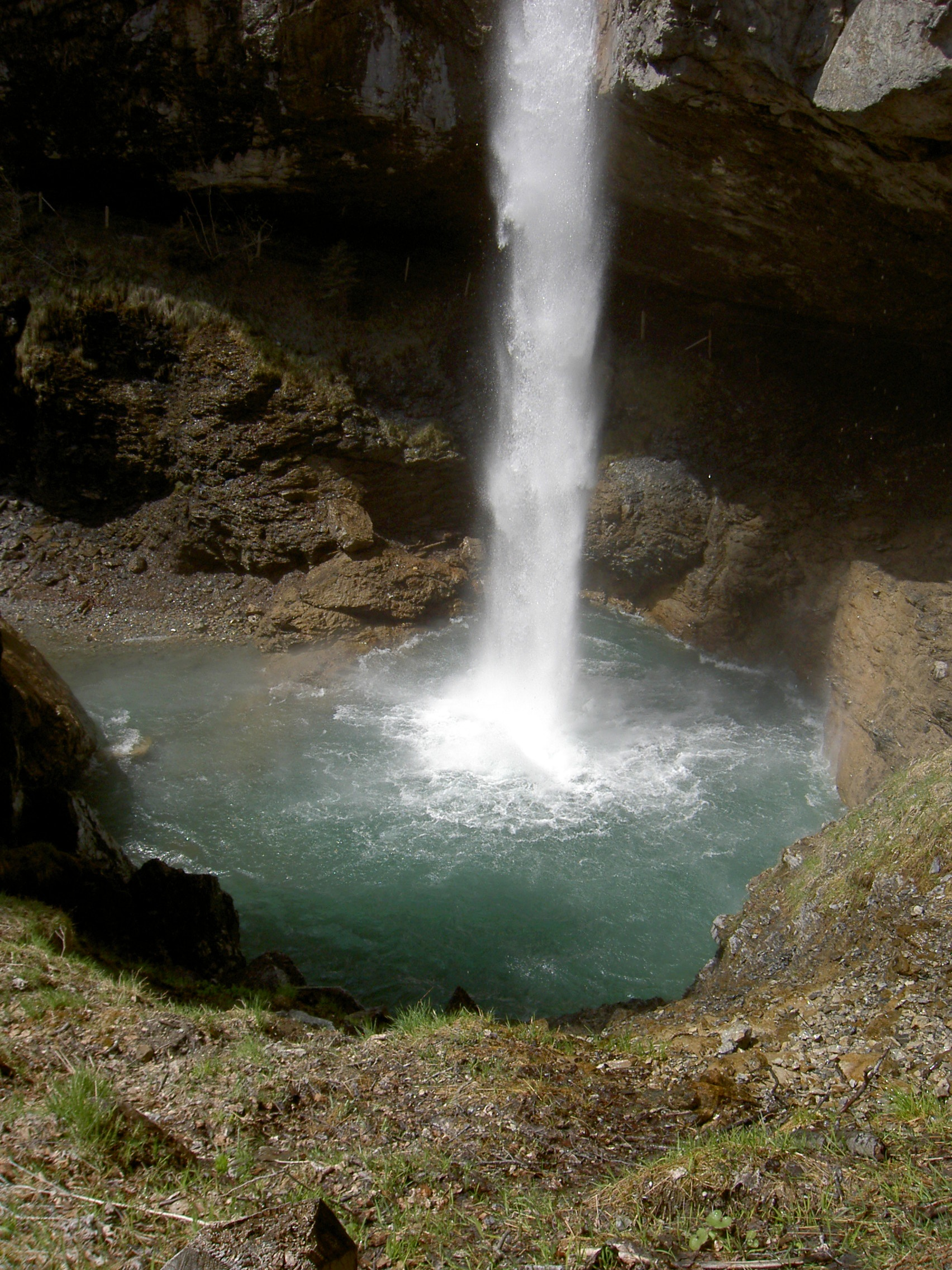
Berglistüber am Fätschbach

Der «Berglistüber» gilt als einer der schönsten Wasserfälle der Schweiz. Ein Wanderweg führt die Besucher hinter den Wasserfall. Die Felswand besteht aus ca. 150 Mio. Jahre altem Quintnerkalk der sogenannten Griesstock-Decke. Bei den darunter liegenden Schiefergesteinen handelt es sich um ca. 50 Mio. Jahre alte Flyschgesteine, die über dem Grundgebirge abgelagert und bisher kaum verfrachtet wurden.
Der Fall liegt unweit vom ehemaligen Restaurant «Bergli» an der Klausenpassstrasse.

## Hydrologie
Der Fätschbach besitzt ein glaziäres Abflussregime. Daher führt der Fluss in den Wintermonaten wenig Wasser, im Februar etwa durchschnittlich 0,4 m³/s an der Mündung. In den Sommermonaten, bedingt durch die Gletscherschmelze, steigt der Pegel stark an und erreicht durchschnittlich 8,7 m³/s im Juni.

## Wasserkraftnutzung

### Wasserkraftwerk Fätschbach
Das Hochdruck-Laufkraftwerk liegt am linken Ufer der Linth wenig unterhalb der Mündung des Fätschbachs direkt bei der Ortschaft Linthal. Es bezieht sein Wasser kurz nach der Kantonsgrenze aus dem Fätschbach und ist seit 1949 in Betrieb. Es ersetzte ein erstes 1901 in Betrieb genommenes Wasserkraftwerk, das ungefähr 200 m oberhalb der Mündung des Fätschbachs stand und das Wasser auf 980 m Höhe über Meer dem Bach entnahm. Die Wasserfassung des jetzigen Kraftwerks liegt auf 1300 m Höhe über Meer. Es produziert mit zwei Pelton-Turbinen jährlich 74 GWh. Im April 2012 gab die Betreiberin Axpo AG Pläne bekannt, das Kraftwerk auszubauen. Dabei sollten über 20 Millionen Schweizer Franken investiert werden. Im Jahr 2013 zog sie das Projekt wieder zurück, unter anderem wegen sinkender Strompreise.

### Kraftwerke Linth-Limmern
Die Kraftwerke Linth-Limmern entnimmt dem Fätschbach bereits unterhalb des Griessseelis Wasser, das über einen 12 km langen Freispiegelstollen dem Limmernsee zugeführt wird. Eine weitere Wasserfassung befindet sich kurz oberhalb der Mündung in die Linth. Sie führt das Wasser direkt dem Druckstollen von Tierfehd zu, dessen Wasser von zwei Francis-Turbinen im Gebäude des Fätschbachwerks verarbeitet werden.